# Chris VandeVelde
Chris VandeVelde (* 15. März 1987 in Moorhead, Minnesota) ist ein ehemaliger US-amerikanischer Eishockeyspieler, der im Verlauf seiner aktiven Karriere zwischen 2005 und 2019 unter anderem 284 Spiele für die Edmonton Oilers und Philadelphia Flyers in der National Hockey League (NHL) auf der Position des Centers bestritten hat.

## Karriere

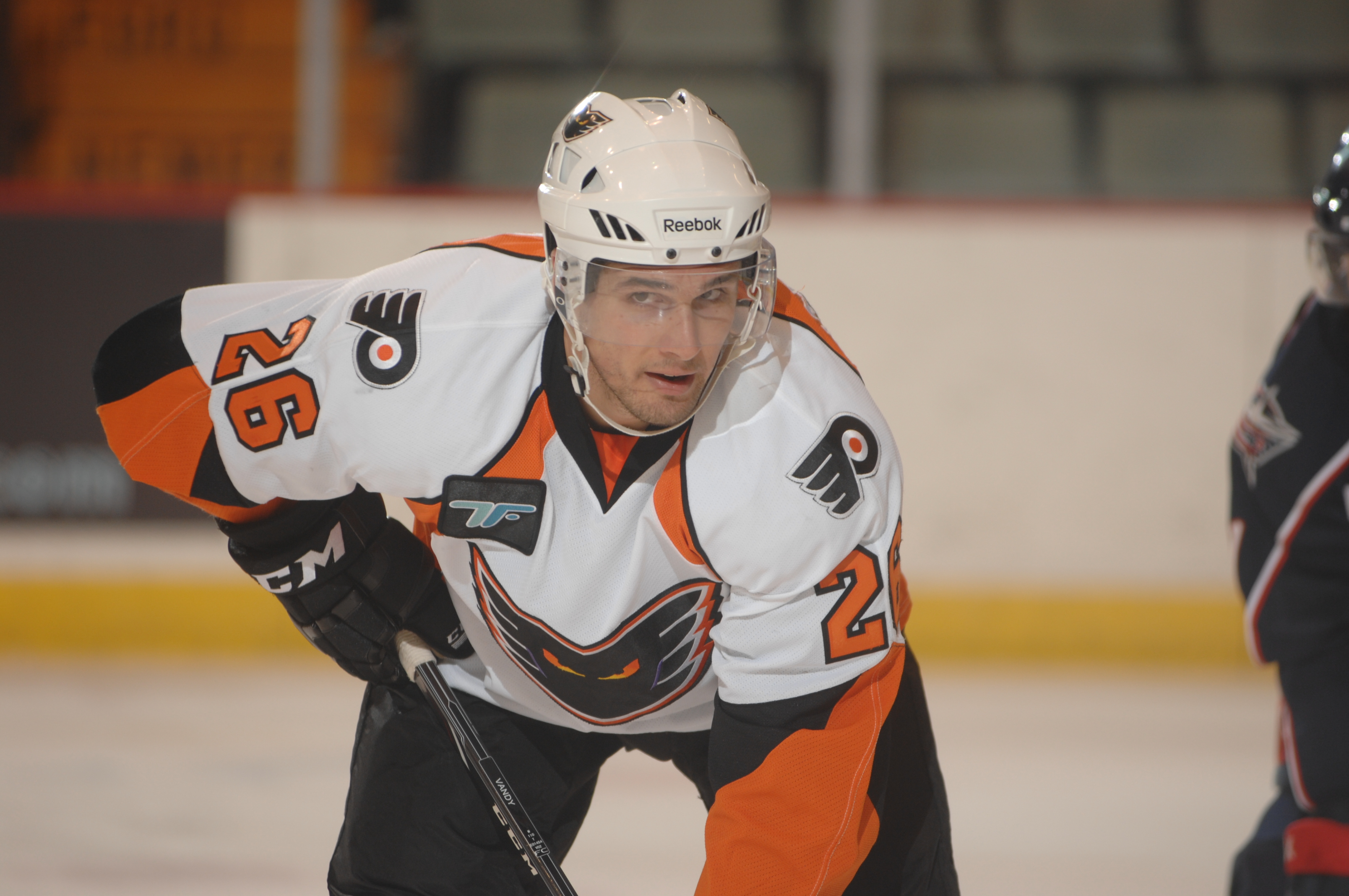
VandeVelde im Trikot der Adirondack Phantoms (2013)

Chris VandeVelde begann seine Karriere als Eishockeyspieler bei den Lincoln Stars, für die er von 2004 bis 2006 in der Juniorenliga United States Hockey League (USHL) aktiv war. In diesem Zeitraum wurde er im NHL Entry Draft 2005 in der vierten Runde als insgesamt 97. Spieler von den Edmonton Oilers aus der National Hockey League (NHL) ausgewählt. Zunächst besuchte er jedoch von 2006 bis 2010 die University of North Dakota, für deren Eishockeymannschaft er parallel in der Western Collegiate Hockey Association (WCHA), einer Division im Spielbetrieb der National Collegiate Athletic Association (NCAA) auflief. Mit seiner Universitätsmannschaft gewann er im Frühjahr 2010 die Broadmoor Trophy. Zudem wurde er selbst in das All-Academic Team der WCHA gewählt.
Gegen Ende der Saison 2009/10 gab VandeVelde für Edmontons damaliges Farmteam Springfield Falcons sein Debüt im professionellen Eishockey, als er in zwei Spielen in der American Hockey League (AHL) ein Tor vorbereitete. Mit dem Beginn der Spielzeit 2010/11 stand der Stürmer regelmäßig für Edmontons neuen AHL-Kooperationspartner Oklahoma City Barons auf dem Eis, während er parallel in seinen ersten beiden Profijahren in 17 Partien in der NHL für Edmonton zum Einsatz kam. Im Dezember 2013 gaben ihn die Barons an die Adirondack Phantoms, das damalige Farmteam der Philadelphia Flyers, ab, sodass VandeVelde weiterhin im regelmäßigen Wechsel zwischen AHL und NHL spielte. Mit Beginn der Spielzeit 2014/15 etablierte er sich jedoch im NHL-Aufgebot der Flyers, dem er bis zum Sommer 2017 vorbehaltlos angehörte.
Nachdem sein auslaufender Vertrag seitens der Flyers nicht verlängert worden war, nahm er im September 2017 ein Probeangebot der Ottawa Senators an. Daraus wurde allerdings kein festes Engagement, woraufhin der Stürmer bis Ende November vertragslos blieb und sich anschließend Rauman Lukko aus der finnischen Liiga anschloss. Zur Saison 2018/19 unterschrieb der US-Amerikaner einen Vertrag beim EC Red Bull Salzburg in der österreichischen Erste Bank Eishockey Liga (EBEL). Anschließend beendete der 32-Jährige seine aktive Karriere.

## Erfolge und Auszeichnungen
- 2010 Broadmoor-Trophy-Gewinn mit der University of North Dakota
- 2010 WCHA All-Tournament Team
- 2010 WCHA All-Academic Team

## Karrierestatistik
(Legende zur Spielerstatistik: Sp oder GP = absolvierte Spiele; T oder G = erzielte Tore; V oder A = erzielte Assists; Pkt oder Pts = erzielte Scorerpunkte; SM oder PIM = erhaltene Strafminuten; +/− = Plus/Minus-Bilanz; PP = erzielte Überzahltore; SH = erzielte Unterzahltore; GW = erzielte Siegtore; 1 Play-downs/Relegation; Kursiv: Statistik nicht vollständig)